# Echo Krakowa
Echo Krakowa – dziennik popołudniowy ukazujący się w Krakowie od 10 marca 1946 do 9 maja 1997.
Redaktorami gazety byli między innymi: Adam Polewka (1903–1956), Władysław Machejek (1920-1991) i Teresa Stanisławska (1924–2004), która kierując gazetą przez ponad 20 lat promowała na jego łamach życie kulturalne miasta.
W latach osiemdziesiątych XX w. „Echo Krakowa” zostało wzbogacone o magazyn „Czas Przeszły i Przyszły” z charakterystyczną, stylizowaną szatą graficzną. Szeroko przedstawiano tam tematykę związaną z historią, tradycjami, zabytkami i architekturą miasta. Była też rubryka poetycka poświęcona wierszom o Krakowie. Na łamach magazynu publikowali m.in. następujący autorzy: Leszek Długosz (poezja), Ryszard Dzieszyński, Elżbieta Grzegorczyk, Jadwiga Rubiś (cykl o zbiorach muzealnych), Ewa Smęder, Andrzej Urbańczyk, Alicja Zemanek (poezja), Adam Ziemianin (poezja), Julian Zinkow (cykle tematyczne), Marek Żukow-Karczewski (cykle o pałacach, pomnikach i nieistniejących budowlach Krakowa).
Pismo organizowało na swych łamach konkursy takie jak: konkurs na najlepszy budynek w mieście (Mister Krakowa), czy najlepszą książkę o Krakowie. Organizowało akcje kulturalne, między innymi: Dni Krakowa i Biesiada Poetycka. „Echo Krakowa” zbankrutowało, a prawa do tytułu odkupiła „Gazeta Krakowska”.